# Scaphiophora appendiculata
Scaphiophora appendiculata là một loài thực vật có hoa trong họ Burmanniaceae. Loài này được (Schltr.) Schltr. miêu tả khoa học đầu tiên năm 1921.